# Blue Moon (månlandare)
Blue Moon är en månlandare designad av Blue Origin planerad att leverera av gods till månen. Månlandarens landningsteknik är en vidareutveckling av den som utvecklades för Blue Origins ballistiska raket New Shepard.
Månlandaren planeras kunna leverera 4500 kg till månens yta eller NASA-projekt månnära rymden. Förslag på att använda landaren för att transportera is från Shackletonkratern för att stödja rymdaktiviteter har också föreslagits. Det första uppdraget för farkosten planeras bli en landning nära månens sydpolen 2024. Jeff Bezos har föreslagit att en serie landningar kan användas för att leverera infrastrukturen för en månbas.

## Historia
Arbetet med att designa månlandaren inleddes 2016 och projektet offentliggjordes i mars 2017. Landaren uppgavs då kunna leverera upp till 4500 kg gods till månen och planerades vara klar för uppskjutning 2020.
Blue Origins styrelseordförande Rob Myerson sade 2017 att landaren ska kunna använda ett flertal raketer, däribland Blue Origins New Glenn, United Launch Alliances Atlas V, NASA:s Space Launch System (SLS) och nästa generationens Vulcan Centaur-raket.
I en intervju i maj 2018 antydde Blue Origins VD Jeff Bezos att Blue Origin skulle bygga Blue Moon på egen hand med privat finansiering, men att det skulle gå mycket snabbare om det gjordes i samarbete med etablerade statliga rymdbyråer.
I maj 2019 visade Blue Origin upp en prototyp av Blue Moon-landaren på Washington DC Convention Center och publicerade specifikationerna. Landaren drivs av en nyutvecklad raketmotor som kallas BE-7. Blue Moon uppgavs då kunna uppgraderas i framtiden för att även kunna transportera människor till månen.. Som en del av det pågående Artemisprogrammet har Blue Origin därefter, tillsammans med Lockheed Martin, Northrop Grumman och Draper, utvecklat ett förslag till bemannad månlandare, Blue Origin Human Landing System, delvis baserad på Blue Moon.
I juli 2019 meddelade NASA att Glenn Research Center och Johnson Space Center kommer inleda ett samarbete med Blue Origin för att utveckla ett bränslecellsbaserat elsystem till Blue Moon-landaren som kan överleva den två veckor långa månnatten.